# Йохан Казимир II фон дер Шуленбург
Йохан Казимир II фон дер Шуленбург (на немски: Johann Kasimir II von der Schulenburg; * 1668; † 1729) е граф от благородническия род „фон дер Шуленбург“ в Саксония-Анхалт.
Той е син на граф Йохан Казимир I фон дер Шуленбург (1623 – 1672) и Елеонора фон дер Вензе († 1709). Внук е на граф Левин VII фон дер Шуленбург († 1640/1641) и втората му съпруга Анна фон Бодендорф († 1667). Брат е на Кристиан Фридрих фон дер Шуленбург (1663 – 1733).

## Фамилия
Йохан Казимир II фон дер Шуленбург се жени за Катарина Маргарета фон Пфул (1679 – 1729?). Те имат един син:
- Ото Казимир фон дер Шуленбург (1705 – 1743), женен за Хелена Фелицитас фон Велтхайм (1709 – 1765)